# Carol Blazejowski
Carol Ann Blazejowski (Elizabeth, 29 novembre 1956) è un'ex cestista statunitense, membro del Naismith Memorial Basketball Hall of Fame dal 1994.

## Carriera
Con gli Stati Uniti ha disputato i Campionati mondiali del 1979.